# Db (postvagn)
Db, tidigare D38 och D48, är en svensk godsvagn (postvagn) av 1960-talstyp byggda av Kockums Mekaniska Verkstad (KMV) 1965 för Statens Järnvägars posttrafik. Vagnarna litterades ursprungligen DF28 och bestod då av en avdelning för postsortering samt en mindre resgodsavdelning. Under början av 1990-talet slopades resgodsavdelningen till förmån för postsorteringsavdelningen som utökades och försågs med vakuumtoalett för postpersonalen, nytt littera blev D38. Bara några år senare upphörde postsortering på tåg varför vagnarna ändrades till rena posttransportvagnar littera D48. Vid uppdelningen av SJ 2001 tillföll vagnarna Green Cargo som gav dem littera Db.